# Rolf Lindgren
Rolf Lindgren, Rolf Sten Yngve Lindgren, född 26 augusti 1940 i Hagalund, Solna församling, Stockholms län, är en före detta fotbollsspelare i AIK och spelade fyra allsvenska matcher, varav 3 vinster och en oavgjord. Han spelade även bandy och ishockey under sin tid i AIK. 

## Biografi
Lindgren växte upp i Stockholmsförorten Hagalund, i kranskommunen Solna och spelade fotboll, ishockey och bandy i Hagalunds IS. Han värvades av AIK när de tagit steget upp till Fotbollsallsvenskan igen 1962 efter en ettårig sejour i division 1.
Efter en magsjukdom 1963 återfick Rolf aldrig sin plats i laget och gick till Väsby IK, där han även spelade ishockey. I bandy spelade han då i Rosersbergs IK, där han senare blev en spelande fotbollstränare.

## Klubbar
Som fotbollsspelare spelade Rolf Lindgren i:
- Hagalunds IS (1956-1962)
- AIK (1963)
- Väsby IK (1964-1970)
- Rosersbergs IK (1971-1974)